# Filipeștii de Târg (gmina)
Filipeștii de Târg – gmina w Rumunii, w okręgu Prahova. Obejmuje miejscowości Brătășanca, Ezeni, Filipeștii de Târg, Mărginenii de Jos i Ungureni. W 2011 roku liczyła 7689 mieszkańców.